# Oddział Etnografii – Spichlerz Opacki
Oddział Etnografii Muzeum Narodowego w Gdańsku – placówka muzealna mieszcząca się w zabytkowym Spichlerzu Opackim z początków XVIII wieku. 

## Historia

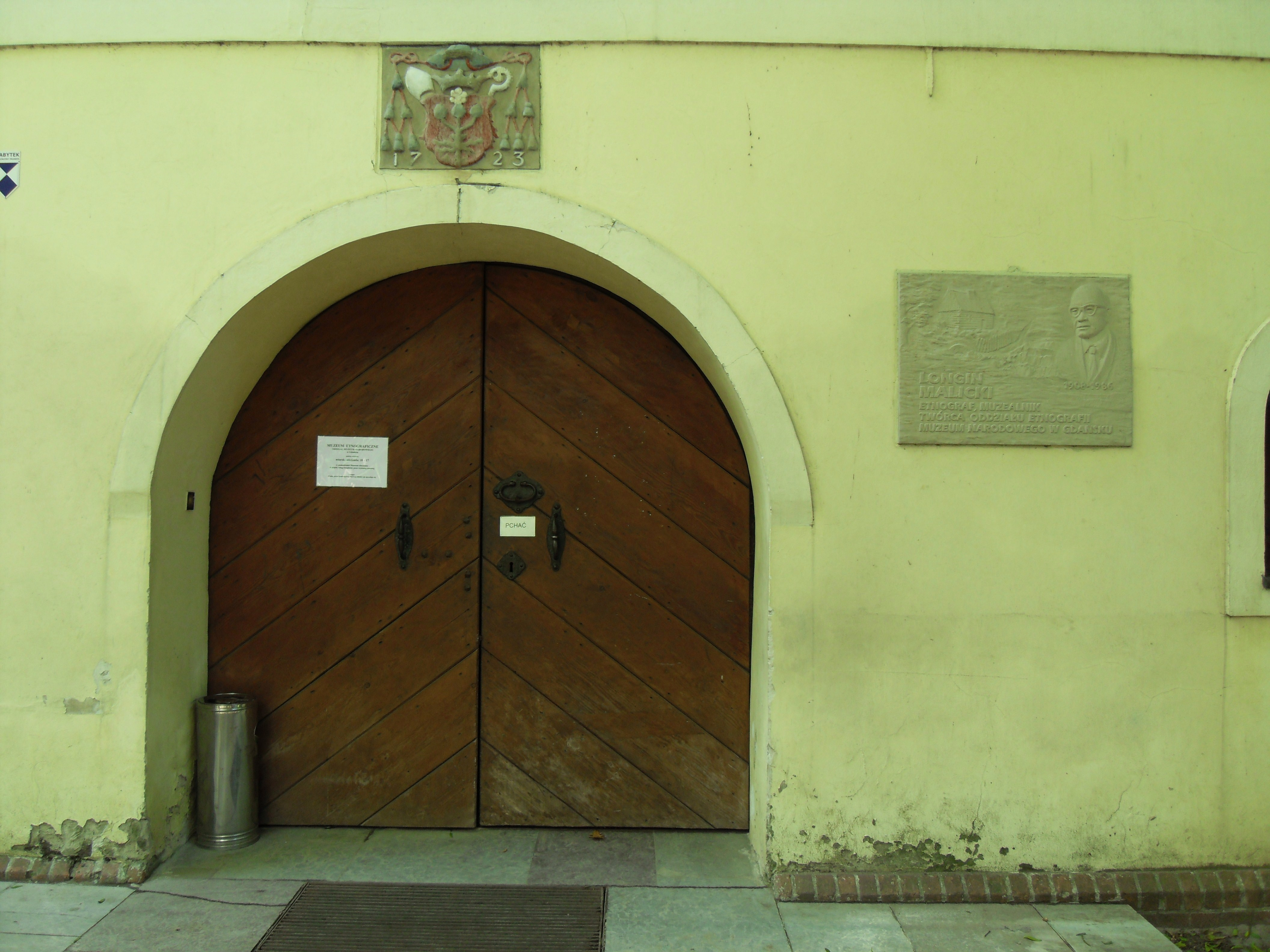
Spichlerz Opacki, wejście

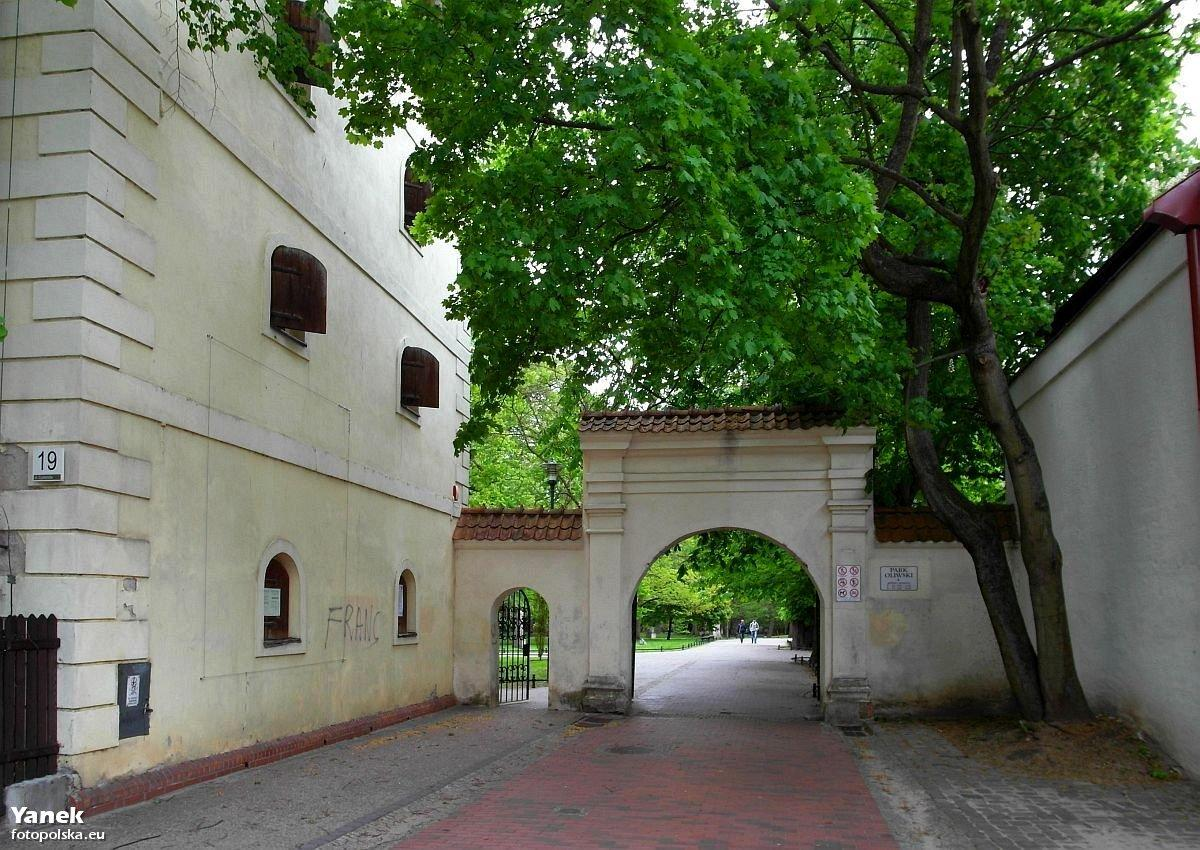
Brama do pocysterskiego zespołu pałacowego a także do parku. Z lewej strony widoczny jest Spichlerz Opacki

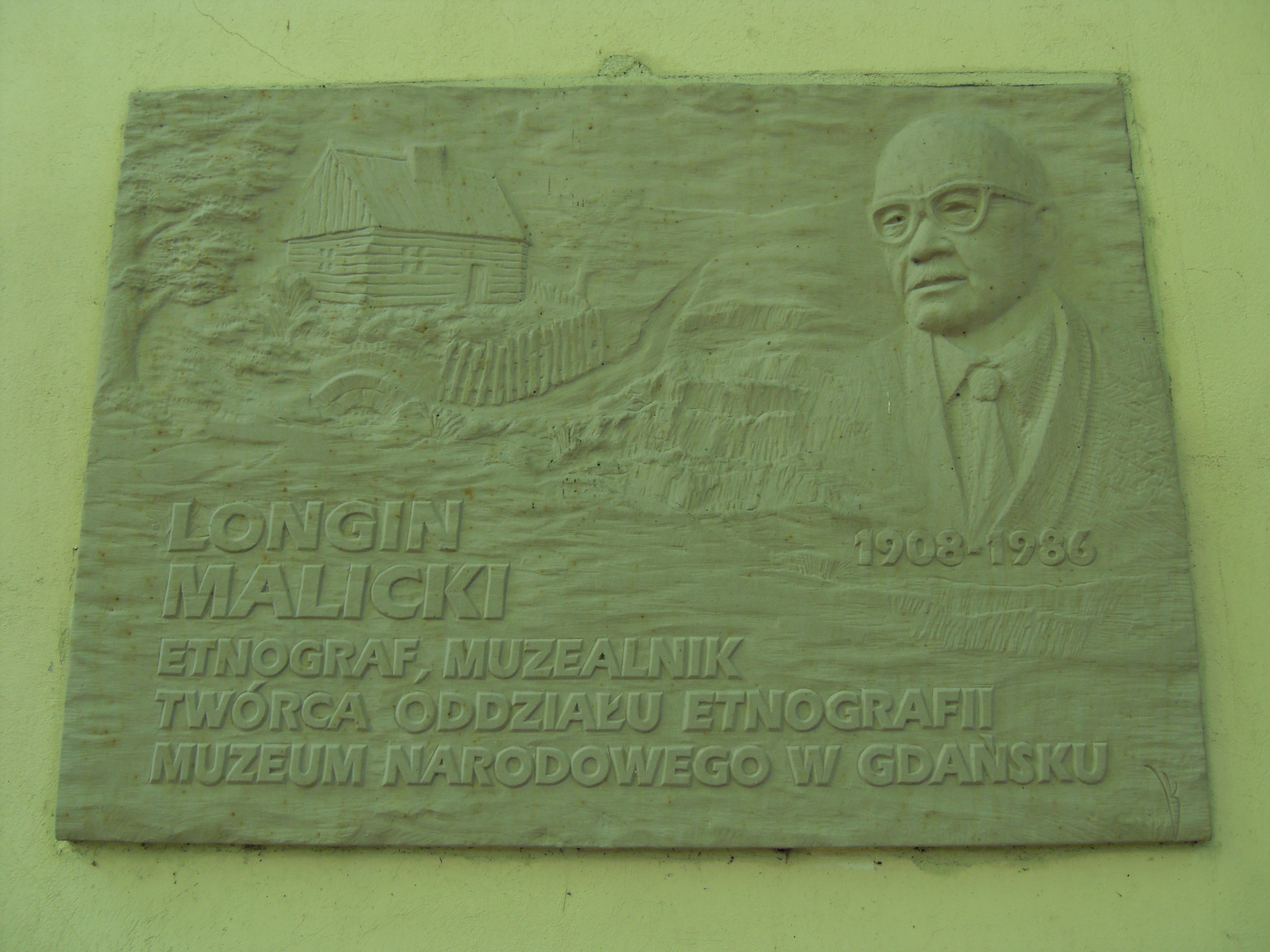
Tablica Longina Malickiego – twórcy oddziału etnografii Muzeum Narodowego w Gdańsku. Projekt i wykonanie: Artysta rzeźbiarz Zbigniew Marchewka

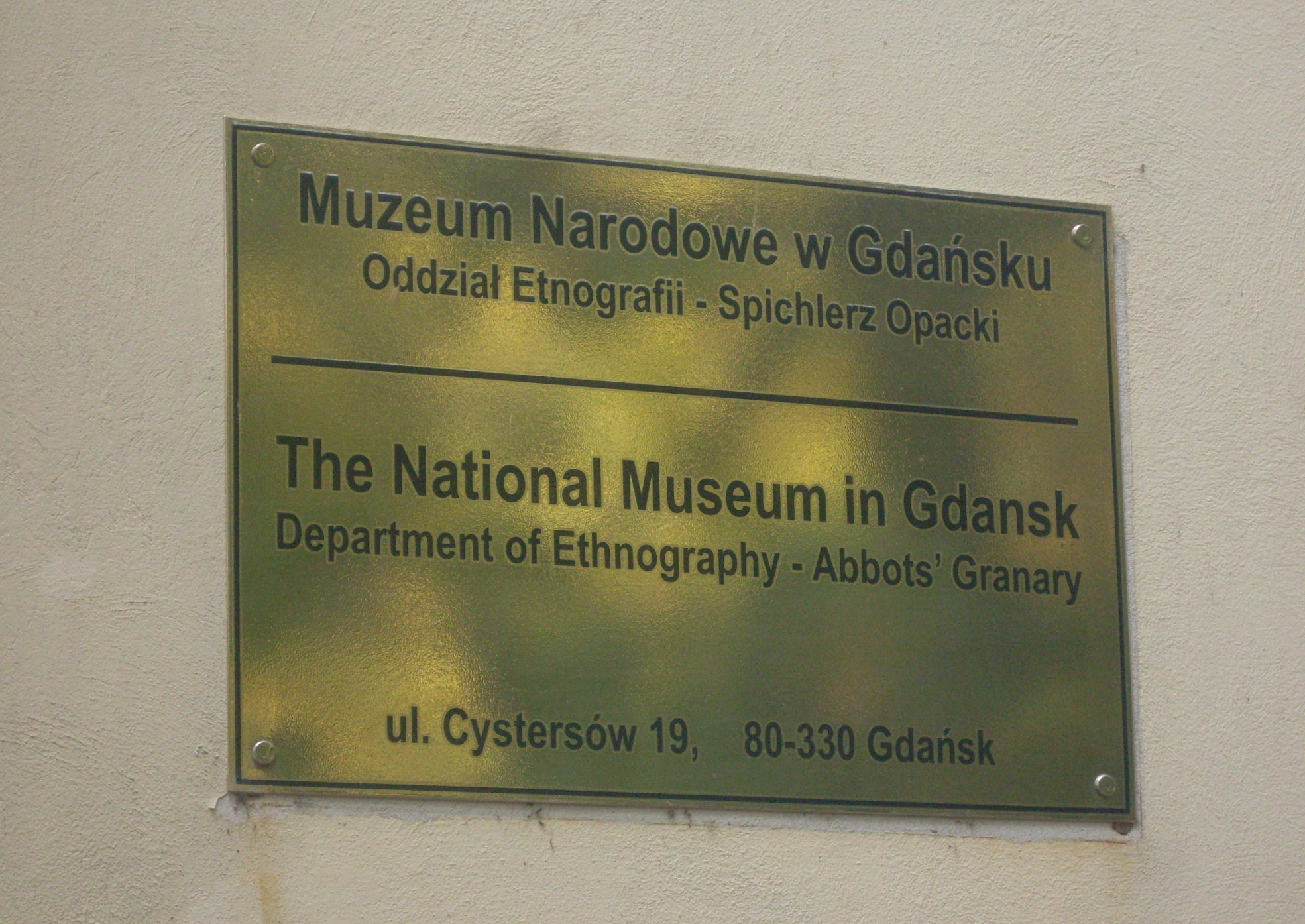
Tablica informacyjna Oddziału Etnografii Muzeum Narodowego w Gdańsku

Zbiory etnograficzne od 1945 roku były gromadzone w ramach Muzeum Miejskiego w Gdańsku – przemianowanego w 1948 na Muzeum Pomorskie w Gdańsku. Z inicjatywy jego dyrektora – Jana Chranickiego (1906–1976), utworzone zostały poszczególne działy muzeum. I tak w 1958 roku został utworzony dział etnograficzny, a jego kierownictwo powierzono antropologowi i etnografowi Longinowi Malickiemu. Początkowo kierowana przez niego jednostka mieściła się w obiekcie należącym niegdyś do Franciszkanów (późniejsza siedziba Gdańskiego Gimnazjum Akademickiego) przy ul. Toruńskiej na Starym Przedmieściu. 
W 1966 zbiory działu etnograficznego przeniesione do odbudowanego po zniszczeniach wojennych barokowego Pałacu Opatów. Miało tu powstać Muzeum Etnograficzne, wydzielone z Muzeum Pomorskiego, jednak tak się nie stało.
W nowej siedzibie pod kierunkiem Malickiego prowadzona była działalność wystawiennicza, naukowo-badawcza i oświatowa. Odbywały się tu odczyty, prelekcje i poranki folklorystyczne.
W 1979 Dział Etnografii podniesiono do rangi Oddziału Muzeum Narodowego w Gdańsku, a jego siedzibą od 30 maja 1988 roku stał się zaadaptowany na ten cel i odnowiony zabytkowy Spichlerz Opacki położony na terenie Parku Oliwskiego.  

## Spichlerz Opacki
Historia spichlerza sięga 1723 roku – czasów opata Franciszka Mikołaja Zalewskiego (1772–1740). 
Ten 3-kondygnacyjny budynek barokowy z małymi okienkami z półokrągłymi łukami, położony nieopodal bramy barokowej prowadzącej z parku do archikatedry, wchodził w skład pałacowego założenia w Gdańsku-Oliwie. Zbudowano go z porozbiórkowych cegieł gotyckich, w miejscu dwóch mniejszych spichrzów średniowiecznych. Nad jego wejściem, od strony wschodniej widnieje kartusz herbowy Godziemba opata Zalewskiego. Początkowo spichlerz pełnił funkcje gospodarcze, a przed i po wojnie służył za magazyn dla muzeum pomorskiego. Przechowywano tu m.in. eksponaty czekające na konserwację.
Jesienią 2008 roku, z okazji rocznicy stulecia urodzin Longina Malickiego (1908-1986) oraz 50. rocznicy powołania Oddziału Etnografii Muzeum Narodowego w Gdańsku, pracownicy Oddziału Etnografii i Zrzeszenia Kaszubsko-Pomorskiego w Gdańsku ufundowali tablicę pamiątkową ku czci założyciela oddziału.  Tablica zawisła na ścianie Spichlerza Opackiego, siedzibie oddziału.

## Zbiory
W Oddziale Etnografii zgromadzono kilka unikatowych zbiorów o znaczeniu ponadregionalnym jak m.in.
- kolekcję przedmiotów związanych z kulturami osadników zamieszkujących Żuławy do 1945 roku,
- kolekcję pozaeuropejską, która zawiera broń, rzeźby, ceramikę, ozdoby z terenów Afryki, Ameryki Płd. i Oceanii,
- kolekcję przedmiotów, fotografii i archiwaliów przywiezionych przez ludność przesiedloną z dawnych kresów wschodnich II Rzeczypospolitej,
- kolekcję zabytków etnograficznych z regionów sąsiadujących z Pomorzem Gdańskim.

Do najcenniejszych spośród 10 000 zgromadzonych eksponatów niewątpliwie należy kolekcja mebli ludowych oraz sztuki i rzemiosła, pochodząca głównie z Pomorza Gdańskiego: Kaszub, Kociewia, Żuław, Powiśla i Borów Tucholskich.
Warto tu zwrócić również uwagę na stałą ekspozycję Kultura ludowa Pomorza Gdańskiego, gdzie zobaczyć można m.in. zbiory z zakresu rybołówstwa, rolnictwa, hodowli oraz gospodarstwa domowego. Obok niej w Spichlerzu organizowane są również wystawy czasowe poświęcone kulturze ludowej poszczególnych regionów Polski i ludom pozaeuropejskim, a także warsztaty edukacyjne dla szkół i przedszkoli. 
W 2017 oddział odwiedziło łącznie 48795 zwiedzających.
W budynku Spichlerza mieszczą się także: archiwum fotograficzno-etnograficzne, biblioteka etnograficzna licząca ponad 4000 pozycji, archiwum kresowe i pracownie merytoryczne.